# 全国青少年科技创新大赛

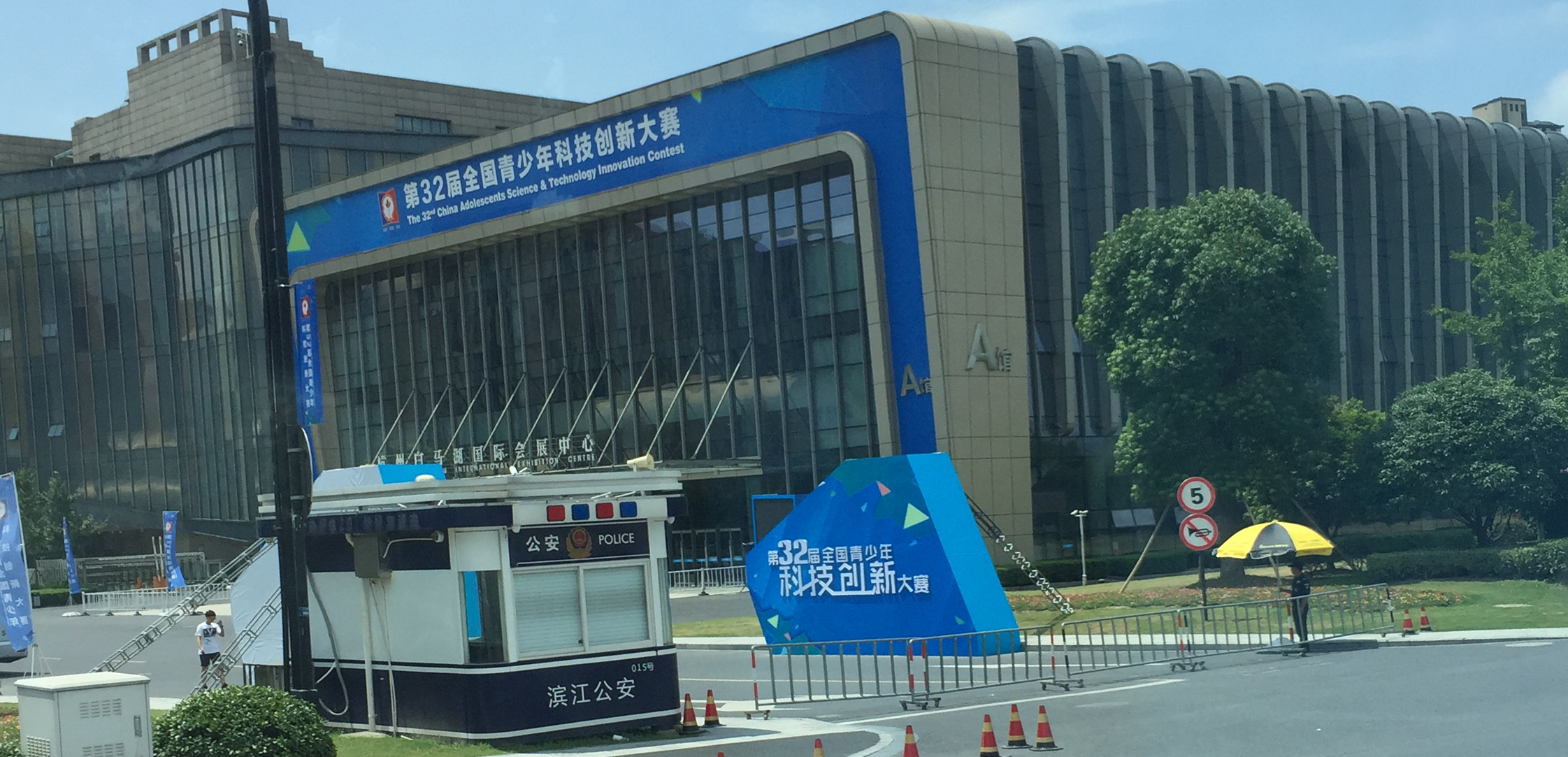
于浙江省杭州市白马湖国际会展中心举办的第32届全国青少年科技创新大赛

全国青少年科技创新大赛是中华人民共和国一项具有逾30年历史的全国性青少年科技竞赛活动，由中国科学技术协会、中华人民共和国教育部等组织举办，面向全国中小学生和科技辅导员开展，通过综合性科技创新成果展示与交流活动激发青少年科学兴趣和想象力，培养其科学思维、创新精神和实践能力等。
大赛每年举办一次，经过选拔每年约有500多名的青少年、200名科技辅导员经过选拔进行竞赛、展示和交流活动，也已与国际上许多青少年科技竞赛活动建立了联系，每年都从大赛中选拔出优秀的科学研究项目参加英特尔国际科学与工程大奖赛、欧盟青少年科学家竞赛等国际青少年科技竞赛活动。

## 举办地点

### 2002年以前
| 全国青少年发明创造比赛和科学讨论会 - 第1届（1982年）：上海市 - 第2届（1984年）：云南省昆明市 - 第3届（1986年）：甘肃省兰州市 - 第4届（1988年）：北京市 - 第5届（1990年）：四川省成都市 - 第6届（1992年）：辽宁省沈阳市 - 第7届（1994年）：广西壮族自治区南宁市 - 第8届（1996年）：天津市 - 第9届（1998年）：香港特別行政區 - 第10届（2000年）：安徽省合肥市 | 全国青少年生物与环境科学实践活动（第1-4届名为全国青少年生物百项活动） - 第1届（1991年）：北京市 - 第2届（1993年）：上海市 - 第3届（1995年）：湖南省长沙市 - 第4届（1997年）：青海省西宁市 - 第5届（1999年）：内蒙古自治区呼和浩特市 - 第6届（2001年）：福建省福州市 |

### 2002年以后
2002年，主办单位将每两年举办一届的全国青少年发明创造比赛和科学讨论会和同为每两年举办一届的全国青少年生物与环境科学实践活动合二为一，成为现时的全国青少年科技创新大赛。
- 第17届（2002年）：河南省郑州市
- 第18届（2003年）：甘肃省兰州市
- 第19届（2004年）：四川省成都市
- 第20届（2005年）：北京市
- 第21届（2006年）：澳門特別行政區
- 第22届（2007年）：云南省昆明市
- 第23届（2008年）：新疆维吾尔自治区乌鲁木齐市
- 第24届（2009年）：山东省济南市
- 第25届（2010年）：广东省广州市
- 第26届（2011年）：内蒙古自治区呼和浩特市
- 第27届（2012年）：宁夏回族自治区银川市
- 第28届（2013年）：江苏省南京市
- 第29届（2014年）：北京市
- 第30届（2015年）：香港特別行政區
- 第31届（2016年）：上海市
- 第32届（2017年）：浙江省杭州市
- 第33届（2018年）：重庆市[2]
- 第34届（2019年）：澳门特别行政区
- 第35届（2020年）：吉林省长春市

## 争议
在2020年5、6月，有人在知乎匿名爆料全国青少年科技大赛造假的讨论。亦有媒体进行追踪报道。
7月12日，丁香园发布相关报道，引发公众关注。其中多个获奖作品引发公众质疑。

### 陈灵石研究争议
昆明市小学生陈灵石因《C10orf67在结直肠癌发生发展中的功能与机制研究》获得第34届全国青少年科技创新大赛三等奖引起质疑，其被曝出父亲陈勇彬、母亲杨翠萍均为中国科学院昆明动物研究所研究员。公众怀疑该作品是陈灵石的父母捉刀。
7月13日，中国科学院昆明动物研究所回应称：该获奖项目学生系我所研究员之子。
7月14日，云南省科协成立调查组对陈灵石研究癌症获奖进行调查。
7月15日，陈勇彬在科学网发布声明，称过度参与儿子研究，但该声明不被公众认可。有网友指出为陈灵石为美国籍。
第34届云南省青少年科技创新大赛组委会办公室发布通报称，决定撤销陈灵石云南省大赛一等奖奖项；全国青少年科技创新大赛组委会发布通报，决定撤销陈灵石全国大赛三等奖。

### 李嘉怡、李嘉卿研究争议
7月14日，武汉市市小学生李嘉怡、李嘉卿因《茶多酚的抗肿瘤实验研究》获得第33届全国青少年科技创新大赛三等奖引起质疑。其被曝出父亲是生物学家、武汉大学教授李红良。
7月15日，负责项目审核的武汉科学技术馆表示正在核实调查此事。
7月16日，李红良回应称未参与女儿实验。
7月17日，武汉市科协发表声明称，实验为2名小学生独自完成。该声明未获公众认可。

### 程丹研究争议
重庆八中学生程丹因《甲状腺髓样癌特异性敏感标志物降钙素的ECL比率检测研究》获得第34届全国青少年科技创新大赛一等奖引起质疑，被指与该项目指导教师陈时洪的一篇论文高度雷同。重庆八中回应称程丹的作品肯定没有涉嫌抄袭。

### 段皓严研究争议
重庆中学生段皓严连续三届青创赛获奖，获奖成果横跨物理学、计算机存算一体和人工智能，被指与其指导教师同名人员的专利相似。